# 2020 en science-fiction
| Années de la science-fiction : 2017 - 2018 - 2019 - 2020 - 2021 - 2022 - 2023    |
| Décennies de la science-fiction : 1990 - 2000 - 2010 - 2020 - 2030 - 2040 - 2050 |

L'année 2020 est marquée, en matière de science-fiction, par les événements suivants.

## Naissances et décès

### Décès
- 9 janvier : Mike Resnick, écrivain américain, né en 1942, mort à 77 ans.
- 6 mars : René Reouven, écrivain français, né en 1925, mort à 94 ans.
- 26 avril : Georges-Jean Arnaud, écrivain français, né en 1928, mort à 91 ans.
- 22 octobre : Richard A. Lupoff, écrivain américain, né en 1935, mort à 85 ans.
- 22 octobre : Daniel Piret, écrivain français, né en 1933, mort à 87 ans.
- 26 octobre : Paul-Jean Hérault, écrivain français, né en 1934, mort à 86 ans.
- 29 novembre : Ben Bova, écrivain américain, né en 1932, mort à 88 ans.
- 12 décembre : Phyllis Eisenstein, écrivain américain, née en 1946, morte à 74 ans.
- 23 décembre : James E. Gunn, écrivain américain, né en 1923, mort à 97 ans.

## Prix

### Prix Hugo
- Roman : Un souvenir nommé empire (A Memory Called Empire) par Arkady Martine
- Roman court : Les Oiseaux du temps (This Is How You Lose the Time War) par Amal El-Mohtar et Max Gladstone
- Nouvelle longue : Emergency Skin par N. K. Jemisin
- Nouvelle courte : As the Last I May Know par S. L. Huang
- Série littéraire : The Expanse (The Expanse) par James S. A. Corey
- Livre non-fictif ou apparenté : 2019 John W. Campbell Award Acceptance Speech par Jeannette Ng
- Histoire graphique : LaGuardia, écrit par Nnedi Okorafor, dessiné par Tana Ford, couleurs par James Devlin
- Présentation dramatique (format long) : Good Omens, créée par Neil Gaiman
- Présentation dramatique (format court) : The Good Place : La Réponse (The Answer), scénarisé par Valeria Migliassi Collins, réalisé par Dan Schofield
- Éditeur de nouvelles : Ellen Datlow
- Éditeur de romans : Navah Wolfe
- Artiste professionnel : John Picacio (en)
- Magazine semi-professionnel : Uncanny Magazine (en), édité par Lynne M. Thomas (en), Michael Damian Thomas, Michi Trota et Chimedum Ohaegbu ; podcast produit par Erika Ensign et Steven Schapansky
- Magazine amateur : The Book Smugglers, édité par Ana Grilo et Thea James
- Podcast amateur : Our Opinions Are Correct, présenté par Annalee Newitz et Charlie Jane Anders
- Écrivain amateur : Bogi Takács
- Artiste amateur : Elise Matthesen (en)
- Prix Lodestar du meilleur roman pour jeunes adultes : Catfishing on CatNet par Naomi Kritzer (en)
- Prix Astounding : R. F. Kuang

### Prix Nebula
- Roman : Effet de réseau (Network Effect) par Martha Wells
- Roman court : Ring Shout : Cantique rituel (Ring Shout) par P. Djèlí Clark
- Nouvelle longue : Deux vérités, un mensonge (Two Truths and a Lie) par Sarah Pinsker
- Nouvelle courte : Open House on Haunted Hill par John Wiswell
- Scénario pour un jeu : Hades par Greg Kasavin
- Prix Andre-Norton : Guide pratique pour boulangère magique (A Wizard’s Guide to Defensive Baking) par T. Kingfisher
- Prix Ray-Bradbury : L'épisode Quand vous êtes prêts de la série télévisée The Good Place
- Prix Solstice : Ben Bova, Rachel Caine et Jarvis Sheffield
- Prix du service pour la SFWA : Connie Willis
- Grand maître : Nalo Hopkinson

### Prix Locus
- Roman de science-fiction : The City in the Middle of the Night par Charlie Jane Anders
- Roman de fantasy : Middlegame par Seanan McGuire
- Roman d'horreur : Léopard noir, loup rouge (Black Leopard, Red Wolf) par Marlon James
- Roman pour jeunes adultes : Dragon Pearl par Yoon Ha Lee
- Premier roman : Gideon la Neuvième (Gideon the Ninth) par Tamsyn Muir
- Roman court : Les Oiseaux du temps (This Is How You Lose the Time War) par Amal El-Mohtar et Max Gladstone
- Nouvelle longue : Omphalos (Omphalos) par Ted Chiang
- Nouvelle courte : The Bookstore at the End of America par Charlie Jane Anders
- Recueil de nouvelles : Expiration (Exhalation) par Ted Chiang
- Anthologie : New Suns: Original Speculative Fiction by People of Color par Nisi Shawl, éd.
- Livre non-fictif : Monster, She Wrote: The Women Who Pioneered Horror and Speculative Fiction par Lisa Kröger et Melanie R. Anderson
- Livre d'art : Spectrum 26: The Best in Contemporary Fantastic Art par John Fleskes, éd.
- Éditeur : Ellen Datlow
- Magazine : Tor.com
- Maison d'édition : Tor Books
- Artiste : John Picacio (en)
- Prix spécial 2020 (éducation à l'inclusivité et à la représentation) : Writing the Other par Nisi Shawl, Cynthia Ward et K. Tempest Bradford (en)

### Prix British Science Fiction
- Roman : Shards of Earth par Adrian Tchaikovsky
- Fiction courte : Fireheart Tiger par Aliette de Bodard

### Prix Arthur-C.-Clarke
- Lauréat : The Old Drift par Namwali Serpell

### Prix Sidewise
- Format long : The Doors of Eden par Adrian Tchaikovsky
- Format court : Moonshot par Matthew Kresal

### Prix E. E. Smith Memorial
- Lauréat : Betsy Wollheim (en)

### Prix Theodore-Sturgeon
- Lauréat : Waterlines par Suzanne Palmer

### Prix Lambda Literary
- Fiction spéculative : Les Abysses (The Deep) par Rivers Solomon, avec Daveed Diggs, William Hutson et Jonathan Snipes

### Prix Seiun
- Roman japonais : Tenmei no Shirube par Issui Ogawa

### Grand prix de l'Imaginaire
- Roman francophone : Les Furtifs par Alain Damasio
- Nouvelle francophone : Helstrid par Christian Léourier

### Prix Kurd-Laßwitz
- Roman germanophone : Perry Rhodan – Das größte Abenteuer par Andreas Eschbach

### Prix Curt-Siodmak
- Film de science-fiction : Alita: Battle Angel, film américain par Robert Rodriguez
- Série de science-fiction : Dark
- Production allemande de science-fiction : non décerné

## Parutions littéraires

### Romans
- L'Empire des Chats par Jonathan Gillot, éd. Pythagore  (ISBN 978-2-37231-089-5).

### Recueils de nouvelles et anthologies
- Shining in the Dark, publication en France d'une anthologie de nouvelles réunies par Hans-Åke Lilja.

## Sorties audiovisuelles

### Films
- 2067 par Seth Larney.
- Archive par Gavin Rothery.
- Between Waves par Virginia Abramovich.
- Bill et Ted sauvent l'univers par Dean Parisot.
- Invisible Man par Leigh Whannell.
- Lapsis par Noah Hutton.
- Les Nouveaux Mutants par Josh Boone.
- Tenet par Christopher Nolan.
- Minuit dans l'univers par George Clooney.
- Minor Premise par Eric Schultz.

### Séries
- Les 100, saison 7.
- 3%, saison 4.
- Altered Carbon, saison 2.
- Dark, saison 3.
- Doctor Who, saison 12.
- The Expanse, saison 5.
- The Mandalorian, saison 2.
- Star Wars: The Clone Wars, saison 7.
- Star Trek: Discovery, saison 3.
- Star Trek: Lower Decks, saison 1.
- Star Trek: Picard, saison 1.
- Westworld, saison 3.

## Sorties vidéoludiques
- Cyberpunk 2077 par CD Projekt.

## 2020 dans la fiction
- 2020 : Le Jour de glace, téléfilm sorti en 2011, se déroule en 2020.
- L'Été étranger, nouvelle de Michel Demuth parue en 1976, se déroule en 2020.
- Supervolcano, docufiction dramatique sorti en 2005, se déroule en 2020.